# Pietro Rossi (filosofo)
Pietro Rossi (Torino, 7 novembre 1930 – 23 settembre 2023) è stato un filosofo italiano.
È stato docente di Filosofia della storia nell'Università di Torino.

## Biografia
Ha studiato presso l'Università di Torino, laureandosi in Filosofia nel 1952 sotto la guida di Nicola Abbagnano e compiendo successivamente studi di perfezionamento all'Istituto Italiano per gli Studi storici di Napoli, a Milano e a Heidelberg. Libero docente dal 1956, è stato nel 1959-61 "fellow" della Rockefeller Foundation a Parigi. Professore ordinario dal 1963 a Cagliari, e dal 1967 a Torino, dopo esser stato titolare della Cattedra di storia della filosofia e, in seguito, di filosofia della storia, in questa Università, ne è stato nominato professore emerito a seguito del congedo. Nel 1975-76 è stato preside della Facoltà di Lettere e Filosofia, mentre nel triennio 1983-86 ha fatto parte del Consiglio Universitario Nazionale. Nel semestre estivo 1985 è stato Max-Weber-Gastprofessor nell'Università di Heidelberg. È socio nazionale residente dell'Accademia delle Scienze di Torino  e socio fondatore dell'Accademia Europea. Nel 2009 è divenuto - per la seconda volta - Presidente dell'Accademia delle Scienze di Torino, carica da cui si è dimesso il 6 aprile 2012.
Pietro Rossi ha cominciato con lo studio dello storicismo contemporaneo, specialmente di Dilthey e di Max Weber di cui ha curato la traduzione italiana delle opere più importanti (Dilthey, Critica della ragione storica, Einaudi, Torino 1954: Max Weber, Il metodo delle scienze storico-sociali, Einaudi, Torino 1958) dedicandosi in seguito da un lato allo studio della filosofia illuministica della storia e della concezione positivistica della società, dall'altro all'analisi dei problemi teorici della ricerca storica e delle scienze sociali contemporanee. Nel corso degli anni ottanta ha nuovamente rivolto la sua attenzione all'opera di Max Weber. Ha organizzato vari convegni e coordinato importanti ricerche su diversi temi di storiografia filosofica. Ha scritto inoltre la prefazione al libro di Karl Löwith intitolato "Significato e fine della storia". 
Fra le sue opere più importanti sono da menzionare: Lo storicismo tedesco contemporaneo, Einaudi, Torino 1956, 2ª ed. 1971, ora Edizioni di Comunità, Milano 1994; Storia e storicismo nella filosofia contemporanea, Lerici, Milano 1960; 2ª ed. Il Saggiatore, Milano 1991; La teoria della storiografia oggi, Il Saggiatore, Milano 1983; ed. tedesca Suhrkamp, Frankfurt a.M., 1987; Vom Historismus zur historischen Sozialwissenschaft, Suhrkamp, Frankfurt a.M. 1987; Max Weber: oltre lo storicismo, Il Saggiatore, Milano 1988; da Enrico Mistretta, direttore editoriale della Laterza, gli fu affidata, congiuntamente a Carlo Augusto Viano, la direzione di una fondamentale Storia della filosofia in sette volumi, che iniziò a essere pubblicata a partire dal 1993.